# Spindasis montana
Spindasis montana är en fjärilsart som beskrevs av James John Joicey och Talbot 1924. Spindasis montana ingår i släktet Spindasis och familjen juvelvingar. Inga underarter finns listade i Catalogue of Life.